# Plaça Dam
La Plaça Dam o simplement Dam (neerlandès: "Presa") és una plaça de la ciutat d'Amsterdam, la capital dels Països Baixos. Els seus edificis notables i esdeveniment freqüents l'han convertit en un dels llocs més coneguts i importants de la ciutat. Està situada al centre històric d'Amsterdam, a 750 metres de l'estació central.
A l'oest de la plaça es troba el Palau Reial neoclàssic, que va servir com a ajuntament des de l'any 1655 fins a la seva conversió a una residència reial l'any 1808. Al costat d'ell estan l'església gòtica del segle xv, la Nieuwe Kerk (Església Nova) i el Museu de Cera de Madame Tussaud. El Monument Nacional, un pilar de pedra blanca dissenyat per Jacobus Johannes Pieter el Vell i construït l'any 1956 en memòria de les víctimes de la Segona Guerra Mundial, domina el costat oposat de la plaça. També amb vista a la plaça estan el NH Grand Hotel Krasnapolsky i la botiga exclusiva, el Bijenkorf. Aquests edificis han convertit la plaça Dam en una zona turística.